# 省エネラベリング制度
省エネラベリング制度（しょうエネラベリングせいど）とは日本の環境ラベリング制度のひとつである。

## 概要
家電製品が、エネルギーの使用の合理化等に関する法律に基づき定められた省エネルギー水準に関する表示「省エネルギーラベル」の運用に関する規定である。
2000年に日本工業規格によって、規格化された。
なお東京都では同名の制度を条例により運用しているが、表示については全国省エネラベル協議会の基準に基づく「東京都省エネラベル」を採用しており本項の省エネラベリング制度とは異なるものである。

## 省エネルギーラベル

省エネ性マーク（100%以上達成は緑色、100%未満は橙色）

- 表示情報
  - 省エネ性マーク
  - 目標年度
  - 省エネルギー基準達成率
  - エネルギー消費効率
- 対象機器（エネルギーを消費する機械器具の小売の事業を行う者が取り組むべき措置。様式による）
  - エア・コンディショナー
  - 蛍光ランプのみを主光源とする照明器具
  - テレビジョン受信機
  - 電子計算機
  - 磁気ディスク装置
  - ビデオテープレコーダー
  - 電気冷蔵庫
  - 電気冷凍庫
  - ストーブ
  - ガス調理機器
  - ガス温水機器
  - 石油温水機器
  - 電気便座
  - ジャー炊飯器
  - 電子レンジ
  - ディー・ブイ・ディー・レコーダー
- 使用基準
  - エネルギーの使用の合理化等に関する法律に基づき、JIS（JIS A4423,C9901,S2070）の規定によって省エネルギーを達成した対象機器の製品について事業者が自主的に表示を行う。

## 海外での展開
インドネシアでは日本の国際協力機構、電源開発などの支援により日本の制度を参考にしたラベリング制度を導入している。2008年現在、対象品目は電球のみにとどまるが2010年からエアコンと扇風機、徐々に炊飯器や洗濯機などへ対象を拡大していく方針。同国の省エネラベルは星による表示（最大4つ星）であり、ラベルを添付できない製品は販売が禁止される見通し。 